# Теофил Миленковић
Теофил Миленковић (Фрозиноне, 11. јануар 2000) је српски и италијански виолиниста.  

## Биографија
Миленковић је почео да свира виолину као веома млад, под вођством својих родитеља, обоје виолиниста. Његов изванредан таленат потврђује преко 30 првих награда, освојених на разним националним и међународним такмичењима, почев од Међународног такмичења младих талената С. Бартоломеа, освојеног са само 4 године, праћеног бројним накнадним веома релевантним афирмацијама као што су: 1. апсолутна награда „Премио Салиери 2018“ и специјална награда „Виртуозите“ на Међународном такмичењу младих музичара из Лењага, 1. награда и специјална награда Филхармонијског оркестра „Михаил Јора“ из Бакауа на Међународном такмичењу „Ћита ди Барласина“ (2015) , посебна награда жирија на такмичењу Рудолф Липицер у Горици (2012) итд. Године 2014. добио је Уникредит стипендију „Маура Ђорђети“ коју додељује Филармоника дела Скала најбољим талентима за виолину и виолончело.
Са само девет година наступао је као солиста са оркестром на отварању концертних сезона у Риму (Театро Олимпико) и Лећу (Театро Греко), свирајући виолинске концерте. од Менделсона и Моцарта. Такође је учествовао на разним домаћим и међународним концертима и фестивалима, као што су Фестивал де Порте ди Меркантур у Француској, Моцарт фестивал у Саксонији, Крка фестивал у Словенији, Бојчинско лето фестивал у Србији итд. Као солиста наступао је са различитим оркестрима, укључујући И Солисти Венети (диригент Клаудио Симоне), Ј. Футура Орцхестра (диригент Фабрицио Дини Киаћи), И Камеристи Триестини (диригент Фабио Носал), Леће Симфони Орцхестра (диригент Марчело Пани), Оркестар РТВ Србије (диригент Бранимир Ђокић), Оркестар Музичке Гимназије у Салзбургу (диригент Антонио Балиста), Филхармонијски оркестар „Михаил Јора“ из Бакауа (Румунија) под диригентском палицом маестра Овидиуа Балана, итд. Фондација Кремона Страдивари га је одабрала 2015. године да одржи три концертне аудиције у Аудиторијуму Музеја виолине са „Везувијем“ Страдивари из 1727. године, што је добило одушевљење јавности и штампе. Тренутно похађа Академски тријенијум виолине на Конзерваторијуму у Болцану у класи проф. Марка Бронција.
Његова рођена сестра, Тимосена Миленковић, и његов брат по оцу, Стефан Миленковић, такође су успешни виолинисти.